# Франсіско Гарсія Ернандес
Франсіско Гарсія Ернандес (ісп. Francisco García Hernández, нар. 8 липня 1954, Мадрид) — іспанський футболіст, що грав на позиції півзахисника, зокрема за «Реал Мадрид».
По завершенні ігрової кар'єри — тренер.

## Ігрова кар'єра
У дорослому футболі дебютував 1978 року виступами за команду «Реал Мадрид», в якій провів п'ять сезонів, взявши участь у 84 матчах чемпіонату. За цей час по два рази виборював титул чемпіона Іспанії та Кубок Іспанії.
З 1982 року припинив потрапляти до основного складу «вершкових» і за рік перебрався до лав друголігового «Кастельйона». Відіграв за цей клуб з міста Кастельйон-де-ла-Плана наступні п'ять сезонів своєї ігрової кар'єри. Більшість часу, проведеного у складі «Кастельйона», був основним гравцем команди.
Завершував ігрову кар'єру в іншій команді Сегунди, «Альсірі», за яку виступав протягом 1988—1989 років.

## Кар'єра тренера
Розпочав тренерську кар'єру невдовзі по завершенні кар'єри гравця, 1992 року, очоливши тренерський штаб клубу «Кастельйон».
Протягом 1990-х також працював у структурі мадридського «Реала», де тренував молодіжну команду, а також другу і третю команди королівського клубу.
Останнім місцем тренерської роботи була команда «Реал Мадрид Кастілья», головним тренером якої Франсіско Гарсія Ернандес був з 1999 по 2000 рік.

## Титули і досягнення
- Чемпіон Іспанії (2):

«Реал Мадрид»: 1978-1979, 1979-1980
- Володар Кубка Іспанії (2):

«Реал Мадрид»: 1979-1980, 1981-1982